# Station Kentish Town
Kentish Town is een station van National Rail en de metro van Londen aan de Northern Line. Het ligt in de Londense wijk Kentish Town.

## Geschiedenis

### Midland Railway
Het eerste station werd geopend door de Midland Railway op 1 oktober 1868 tegelijk met St Pancras toen de verlenging van de Midland Railway tot in het centrum gereed was. Voordien reden de treinen van de Midland Railway over de London and North Western naar Euston of over de Great Northern Railway naar King's Cross om het centrum te bereiken. Vlak voor en korte tijd na de opening van St. Pancras wisselde de diensten van en naar Moorgate hier van locomotief, waarbij het deel in de stad werd gereden met een condenslocomotief en daarbuiten met een gewone stoomlocomotief. Gedurende enkele jaren werden ook diensten onderhouden tussen Kentish Town en Victoria aan de South Eastern and Chatham Railway. Vlak ten noorden van het station lag het op een na grootste depot met lijnwerkplaats van de Midland Railway. In 1861 vond een aanrijding plaats op een zijspoor nabij het station waarbij 16 mensen werden gedood en 317 gewond raakten. De naam Kentish Town was aanvankelijk toegekend aan station Gospel Oak aan de North London Line dat in 1860 werd geopend. Die naam werd gewijzigd in 1867 toen station Kentish Town West opende en een jaar later was de naam Kentish Town beschikbaar voor het nieuwe station aan de Midland Railway. Tot 1981 was Kentish Town de splitsing tussen de diensten naar Barking en die naar de Midlands. In 1981 kregen de diensten van/naar Barking hun westelijke eindpunt bij Gospal Oak waarna de sporen tussen Kentish Town en de North London Line werden opgebroken en het ballastbed werd verkocht voor industrieel gebruik. Het spoorwegstation werd in 1983 herbouwd waarbij het stationsgebouw uit 1868 werd gesloopt.

### Metro
Van met 1878 tot september 1880 onderhield de Metropolitan Railway de Super Outer Circle dienst. Deze dienst liep tussen St. Pancras en Earl's Court via Kentish Town, Cricklewood en South Acton. Op 22 november 1898 kwam Kentish Town weer in beeld bij de metro toen de Charing Cross, Euston & Hampstead Railway (CCE&HR) het als eindpunt van haar oosttak voorstelde om treinreizigers te laten overstappen op de metro. De CCE&HR ging tegelijk met vier concurrenten op zoek naar bekostiging van de lijn. In 1902 kocht de Amerikaanse investeerder Yerkes de lijn samen met de Baker Street en Waterloo Railway en de Great Northern, Piccadilly en Brompton Railway en bracht deze onder in de UERL.
De bouw begon in 1903 en op 22 juni 1907 werd het initiële deel, waaronder Kentish Town, van de CCE&HR geopend. Het station is ontworpen door de huisarchitect van de UERL, Leslie Green, met de kenmerkende geglazuurde bloedrode gevel en de halfronde ramen op de eerste verdieping, die bij vrijwel alle stations van de UERL begin 20e eeuw gangbaar was.

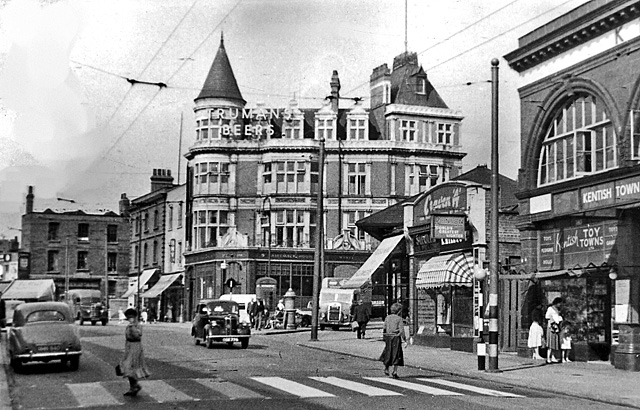
1955 nog met het spoorwegstation, met puntdak, links van het metrostation.
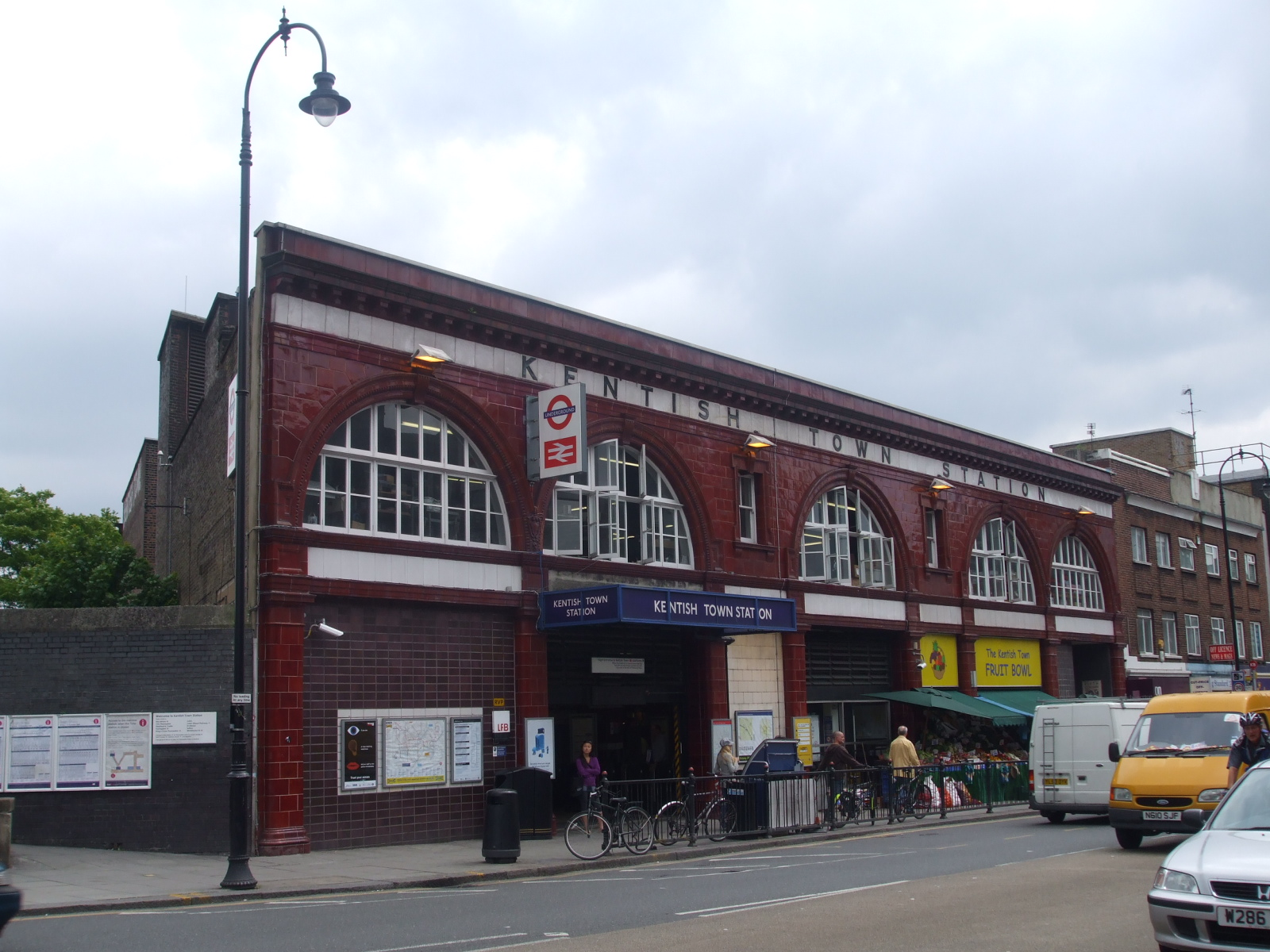
Het stationsgebouw van Leslie Green in 2008.

## Ligging en inrichting
De stationshal van het station van Leslie Green doet sinds 1983 dienst voor zowel Thameslink als de Underground, de perrons van beide zijn bereikbaar van achter de toegangspoortjes.
Bovengronds liggen zes sporen waarvan er twee gebruikt worden door sneldiensten die niet stoppen bij dit station. De overige sporen liggen langs twee eilandperrons en een zijperron aan de noordkant en worden gebruikt door de treinen van Govia Thameslink Railway tussen West Hampstead en King's Cross Thameslink. Deze perrons zijn via een loopbrug met vaste trappen verbonden met de stationshal in het gebouw van Leslie Green.

## Reizigersdienst
Het station bij de kruising van Kentish Town Road (A400) en Leighton Road is het enige station aan de High Barnet-tak met een directe overstap met een lijn van het landelijke spoorwegnet. Daarnaast is het mogelijk om bij station Kentish Town West over te stappen op de North London Line zonder dat opnieuw het instaptarief moet worden betaald.

### Thameslink
Op het landelijke spoorwegnet passeren de sneltreinen tussen St. Pancras en Nottingham, Sheffield en Leicester zonder te stoppen. De Thameslink diensten tussen Luton in het noorden en Sutton, Sevenoaks en Orpington in het zuiden via St. Pancras en Blackfriars doen het station aan. Het volgende station in noordelijke richting is West Hampstead, in zuidelijke richting St Pancras.

## Incident
Op 21 augustus 2020 raakte een man zwaargewond toen een gevelbord van het station losliet. Er was gemeld dat het bord, met de logo's van TfL en British Rail, los leek te hangen maar daar werd niet op gehandeld.